# Iddinshall
Iddinshall is een civil parish in het bestuurlijke gebied Cheshire West and Chester, in het Engelse graafschap Cheshire met 42 inwoners.